# Андрија Бакић
Андрија Бакић (рус. Андре́й Степа́нович Бакич; 1878—1922) био је генерал-потпуковник војске Царевине Русије, и током Руског грађанског рата један од вођа Белоармејаца.

## Живот у Србији и Црној Гори
Андрија Бакић је рођен 1878. године у Црној Гори, а у документима се изјашњавао као Србин по националности.
Основну школу је завршио у Андријевици, а шест разреда гимназије је завршио на Трећој београдској гимназији.
Због оптужби за умешаност у Ивањдански атентат (атентат на краља Милана Обреновића), Андрија Бакић бежи у Русију.

## Руски официр
Андрија Бакић је 1900 ступио у Замостски 60. пешадијски пук. Касније 1902. године је дипломирао на кадетској школи у Одеси. Пребачен је на далеки исток, где је службовао у 8. источносибирском стрељачком пуку. Учествовао је у Руско-јапанском рату 1905. године. Од 1906. године до 1910. године, је напредовао од чина поручника до чина капетана.
У Владивостоку 1909. године, добија сина Михаила Бакића, који ће касније постати угледни архитекта и инжењер.
Због лошег здравственог стања 1913. године, даје оставку и почиње да ради као трговац, при Руско-монголској трговинској организацији са седиштем у Монголији.

## Први светски рат
По почетку Првог светског рата, Андрија Бакић подноси захтев за повратак у службу, и мобилисан је у народну војску, да би убрзо био постављен у 56. Сибирски стрељачки пук. На почетку рата, показао је велике војне способности, што се огледа у његовим победама над надмоћнијом немачком војском.
За јунаштво показано током немачког гасног напада, 30. маја 1915. године награђен је Орденом светог Ђорђа четвртог степена. Адрија Бакић је током 1915. године награђен још и Орденом свете Ане 3. степена, Орденом светог Станислава, и Орденом светог Владимира 4. степена.
За заслуге у борби против Немаца код Гомбина у Пољској, награђен је Георгијевским оружјем.
У априлу 1916. године је пребачен у 63. Сибирски пук на северном фронту, да би био рањен већ у децембру исте године.
У јануару 1917. године је постављен за команданта 55. Сибирског пука, али је после Фебруарске револуције је смењен са свог положаја.

## Руски грађански рат
У пролеће 1918. године Андрија Бакић је био начелник гарнизона града Самаре, а истовремено и члан тајне белоармејске официрске организације.
Пошто је Самара потпала под власт привремене белогардејске владе Александра Колчака, Бакић се придружује белогардејцима и постаје начелник Народне армије Сизренског региона, а 24. јула 1918. постаје командант 2. пешадијске дивизије Народне армије Сизренског региона. Истовремено је и командовао и Народном армијом Бузулусквог региона.
Од фебруара 1919. до јануара 1920. био је командир Оренбурског војног корпуса.
У априлу 1919. године, унапређен је у чин генерал-мајора, и примљен је у Оренбуршке козаке.
Генерал Александар Иљич Дутов о Андрији Бакићу написао следеће:

"Одважан и јако храбар. Међу својим војницима и командантима је врло популаран, и ужива велико поштовање. Добар је руководилац и вођа. Увек је дисциплинован, строг и чврст у својим захтевима. Чврстих је убеђења. Поступа храбро у борби и одважан је у задацима. Врло је начитан. Током битке је апсолутно сталожен, и паметно управља својим трупама."

При крају грађанског рата 1920. године, Александар Бакић је унапређен у чин генерал-пуковника. Ускоро почиње са повлачењем његове војске, тако да су се ускоро нашли на само неколико километара од кинеске границе. Бакић се са преосталом војском која је тада бројала свега 10.000 људи, повлачи у кинеску покрајину Синкјанг, где су били под надзором кинеских власти. Том приликом су морали да предају већину наоружања, тако да је остало само оружје које је било довољно за одбрану.
Пошто је било очигледно да ће црвена армија победити у рату, власти Синкјанга су дале дозволу бољшевичкој влади да уништи Бакићеву војску на кинеској територији.
Бакић се уз велике губитке повлачи према Монголији, где осваја Алтајску област, коју припаја Монголији, а монголска влада Андрију Бакића проглашава каном.
У Монголији је планирао повратак у Совјетску Русију.
Бакић је заробљен од стране „Монголске црвене армије“ (војске монголских комуниста), и предан је бољшевичкој влади, која га је крајем маја 1922. године, осудила на смрт стрељањем.